# 佛龛
佛龕是龕的一種，專用於盛放佛、菩薩、阿羅漢等佛教造像，也可盛放經文、舍利子等聖物。
最早的佛龕是在石窟壁面上開鑿的小龕室，還可應用在佛塔上，作為一種裝飾。佛龕的表面通常有浮雕、通雕等雕刻裝飾，內容多爲本生故事、佛世故事、天龍八部形象。
漢地的佛龕多用木質，和神龕類同，放置在居室裡的“櫝”，義爲木匣子，一般仍稱作佛龕，日本又稱作“廚（櫥）子”。
漢傳佛教傳統裡還有用佛龕代指佛寺的用法，如《雞林志》：“龜山有佛龕，林木益邃。”
- 雲岡石窟的佛龕
- 婆羅浮屠遺跡中刻有佛龕的石質佛塔